# Карагайка (приток Мелеуза)
Карагайка — река в России, протекает в Республике Башкортостан по территории городского округа Кумертау и Куюргазинского района.
Начинается неподалёку от города Кумертау. Неподалёку от деревни Илькинеево впадает в реку Мелеуз с правой стороны. Длина реки составляет 14 км.

## Данные водного реестра
По данным государственного водного реестра России относится к Камскому бассейновому округу, водохозяйственный участок реки — Белая от Юмагузинского гидроузла до города Салавата, без реки Нугуш (от истока до Нугушского гидроузла), речной подбассейн реки — Белая. Речной бассейн реки — Кама.
Код объекта в государственном водном реестре — 10010200412111100017759.